# Galium glaucum subsp. australe
Galium glaucum subsp. australe é uma subespécie de planta com flor pertencente à família Rubiaceae. 
A autoridade científica da subespécie é Franco, tendo sido publicada em Nova Flora de Portugal 2: 565. 1984.

## Portugal
Trata-se de uma subespécie presente no território português, nomeadamente em Portugal Continental.
Em termos de naturalidade é endémica da Península Ibérica.

## Protecção
Não se encontra protegida por legislação portuguesa ou da Comunidade Europeia.